# Marie Madeleine Guimard

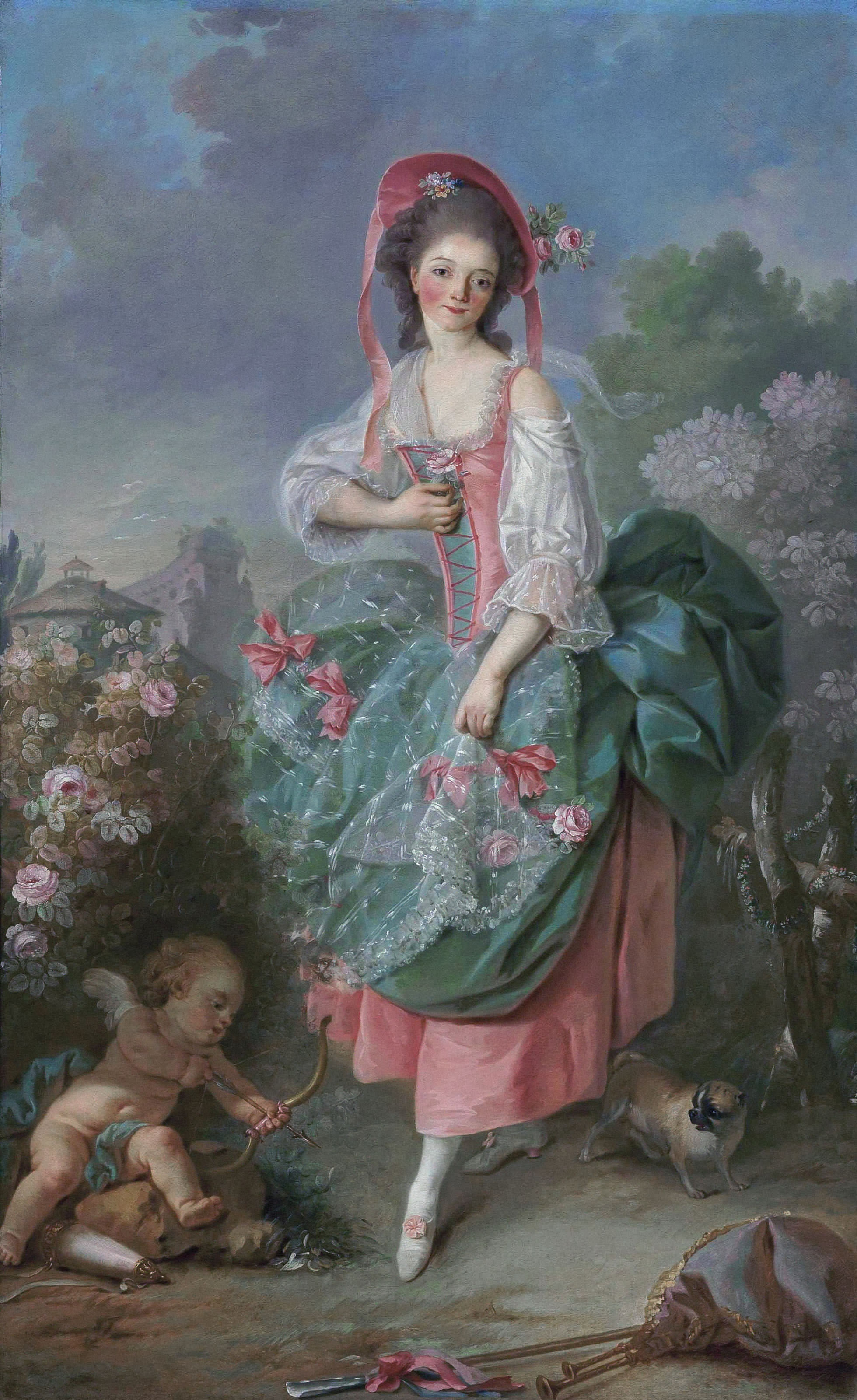
Marie Madeleine Guimard (1743–1816), als Terpsichore

Marie Madeleine Guimard (* 10. Oktober 1743 in Paris; † 4. Mai 1816) war zu ihrer Zeit die berühmteste Tänzerin Frankreichs. Sie war 30 Jahre lang die erste Tänzerin der Pariser Oper. Erst die Tänzerin Marie Taglioni konnte wieder ihr Niveau erreichen. Ihre Kunstfertigkeit als Tänzerin war bis dahin unerreicht geblieben; jeder ihrer Schritte war edel, lebhaft, ausdrucksvoll und graziös, ihr Spiel und ihre Pantomime rasch, anziehend und gefällig.
Sie kam in jungen Jahren zur Académie royale de musique und konnte in kurzer Zeit ihr außerordentliches Talent entwickeln. Dabei wurde sie als hässlich, schwarz, und von den Blattern ganz entstellt beschrieben, aber ihre Grazie, Ausdruck und die unerschöpfliche Verschiedenheit ihrer Bewegungen überwand alles, auch den Neid ihrer Nebenbuhlerinnen.
Sie wurde die Geliebte des Prinzen von Soubise, der ihr einen prächtigen Palast in der Chaussée d’Autin (Hôtel de mademoiselle Guimard) baute. Dieser entwickelte sich zum Ort der ausgesuchtesten und verworfensten Vergnügungen, wo von ihr und ihren Tänzerinnen unerhörte Summen verschwendet wurden. Nach einem Tanz bei Madame Dubarry erhielt sie vom König eine Pension von 1500 Franks, dieses Geld leitete sie als Gehalt an ihren Lichtputzer weiter. Aber im Jahr 1786 musste sie den Palast, auch Tempel der Terpsichore genannt, verkaufen. Sie zeigte sich hier als kluge Geschäftsfrau, denn anstatt einfach zu verkaufen, veranstaltete sie eine Lotterie: Sie gab 2500 Lose zu 120 Franks aus und konnte aus dem 300.000 Franks ihren Schulden begleichen. Außerdem hatte sie eine jährliche Rente von 6000 Franks von Hof sowie eine andere, fast eben so hohe von der Académie royale de musique.

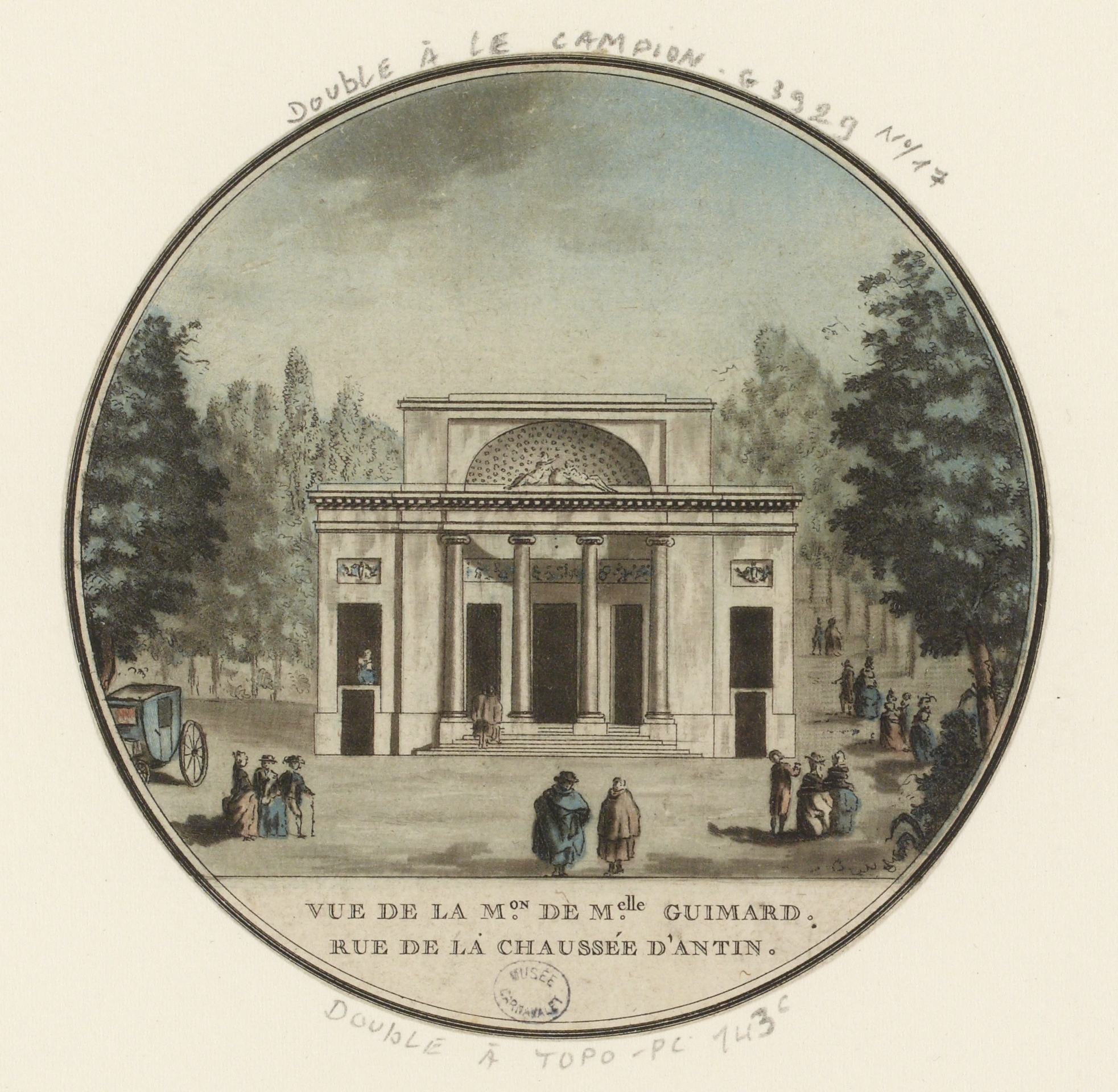
Hôtel de mademoiselle Guimard

Im Jahr 1789 heiratete sie den Tänzer und Komponisten Jean-Étienne Despréaux (1748–1820) und zog sich auch dem öffentlichen Leben zurück.